# Municipio de Heaton
El municipio de Heaton (en inglés: Heaton Township) es un municipio ubicado en el  condado de Avery en el estado estadounidense de Carolina del Norte. En el año 2010 tenía una población de 443 habitantes.

## Geografía
El municipio de Heaton se encuentra ubicado en las coordenadas 36°10′27.72″N 81°56′11.68″O / 36.1743667, -81.9365778.